# Per Anger

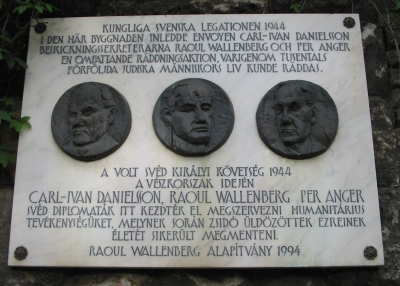
Gedenktafel an der Stelle der früheren schwedischen Botschaft in Budapest, zur Ehrung von Carl-Ivan Danielsson, Raoul Wallenberg und Per Anger

Per Johan Valentin Anger (* 7. Dezember 1913 in Göteborg; † 25. August 2002 in Stockholm) war ein schwedischer Diplomat. Als Mitarbeiter von Raoul Wallenberg rettete er in Budapest während des Holocausts zahlreiche ungarische Juden.

## Leben
Per Anger wurde 1913 in Göteborg geboren. Sein Jurastudium an der Universität Stockholm und der Universität Uppsala schloss er im November 1939 ab. Im Januar 1940 erhielt er ein Praktikum an der schwedischen Gesandtschaft in Berlin. Nachdem das schwedische Außenministerium Meldungen über einen bevorstehenden Angriff Deutschlands auf Norwegen und Dänemark erhalten hatte, wurde Anger mit der Übersendung von Geheiminformationen nach Stockholm beauftragt. Im Juni 1941 kehrte er nach Stockholm zurück, wo er sich mit den Handelsbeziehungen zwischen Schweden und Ungarn befasste. Im November 1942 wurde er nach Budapest als zweiter Sekretär der schwedischen Gesandtschaft entsandt.
Unmittelbar nach der deutschen Besetzung Ungarns am 19. März 1944 beteiligte sich Anger an der Rettung ungarischer Juden. Es wurden zunächst 700 provisorische schwedische Pässe und Personalausweise ausgestellt, um die Juden vor Internierung und Deportation in die Vernichtungslager zu schützen. Als Raoul Wallenberg im Juli 1944 in der ungarischen Hauptstadt eintraf, erweiterte er unverzüglich Angers Bemühungen, stellte Schutzpässe aus und errichtete in ganz Budapest über 30 Schutzhäuser. Nach dem sowjetischen Einmarsch in Budapest im Januar 1945 wurden Anger und Wallenberg verhaftet. Anger wurde nach drei Monaten freigelassen, das Schicksal Wallenbergs blieb jedoch ungewiss.
Nach Kriegsende versah Anger zahlreiche diplomatische Funktionen in Ägypten, Äthiopien, Frankreich, Österreich und in den USA. Er wurde dann Leiter des internationalen schwedischen Hilfsprogramms und war Botschafter in Australien, Kanada und auf den Bahamas. In dieser Zeit unternahm er immer wieder Versuche, etwas über den Verbleib Wallenbergs herauszufinden, und traf sich zu diesem Zweck 1989 mit dem sowjetischen Präsidenten Michail Gorbatschow. Sein autobiographischer Bericht Med Raoul Wallenberg i Budapest (Erstausgabe 1979) wurde mehrmals aufgelegt und in zahlreiche Sprachen übersetzt. Er starb am 26. August 2002 in Stockholm an den Folgen eines Sturzes in seiner Wohnung.
Seit 2004 verleiht das schwedische Forum för levande historia jährlich den Per Anger-Preis an Personen, die sich beispielhaft für Demokratie und Menschenrechte einsetzen.

## Auszeichnungen
- 1958 erhielt er das Große Silberne Ehrenzeichen für Verdienste um die Republik Österreich[2]
- 1982 wurde Anger als Gerechter unter den Völkern durch Yad Vashem geehrt.[3]
- 1995 erhielt er den Verdienstorden der Republik Ungarn.
- 1995 wurde er mit der Wallenberg-Medaille („Wallenberg Medal“) der University of Michigan ausgezeichnet, in Anerkennung seines außerordentlichen Mutes und humanitären Engagements.
- 2000 erhielt er die Ehrenbürgerschaft des Staates Israel.
- Im April 2002 überreichte ihm der schwedische Premierminister Göran Persson die Auszeichnung Illis Quorum Meruere Labores, die höchste staatliche Auszeichnung für schwedische Staatsbürger.